# Owzūmchī
Owzūmchī (persiska: اوزومچی, Ūzūmchī, Ozūmchī) är en ort i Iran.   Den ligger i provinsen Östazarbaijan, i den nordvästra delen av landet, 400 km nordväst om huvudstaden Teheran. Owzūmchī ligger 1 733 meter över havet och antalet invånare är 149.
Terrängen runt Owzūmchī är kuperad åt nordväst, men åt sydost är den platt. Terrängen runt Owzūmchī sluttar söderut.Runt Owzūmchī är det ganska glesbefolkat, med 40 invånare per kvadratkilometer. Närmaste större samhälle är Torkmanchay, 19,0 km öster om Owzūmchī. Trakten runt Owzūmchī består i huvudsak av gräsmarker.